# Gardenia jaśminowata

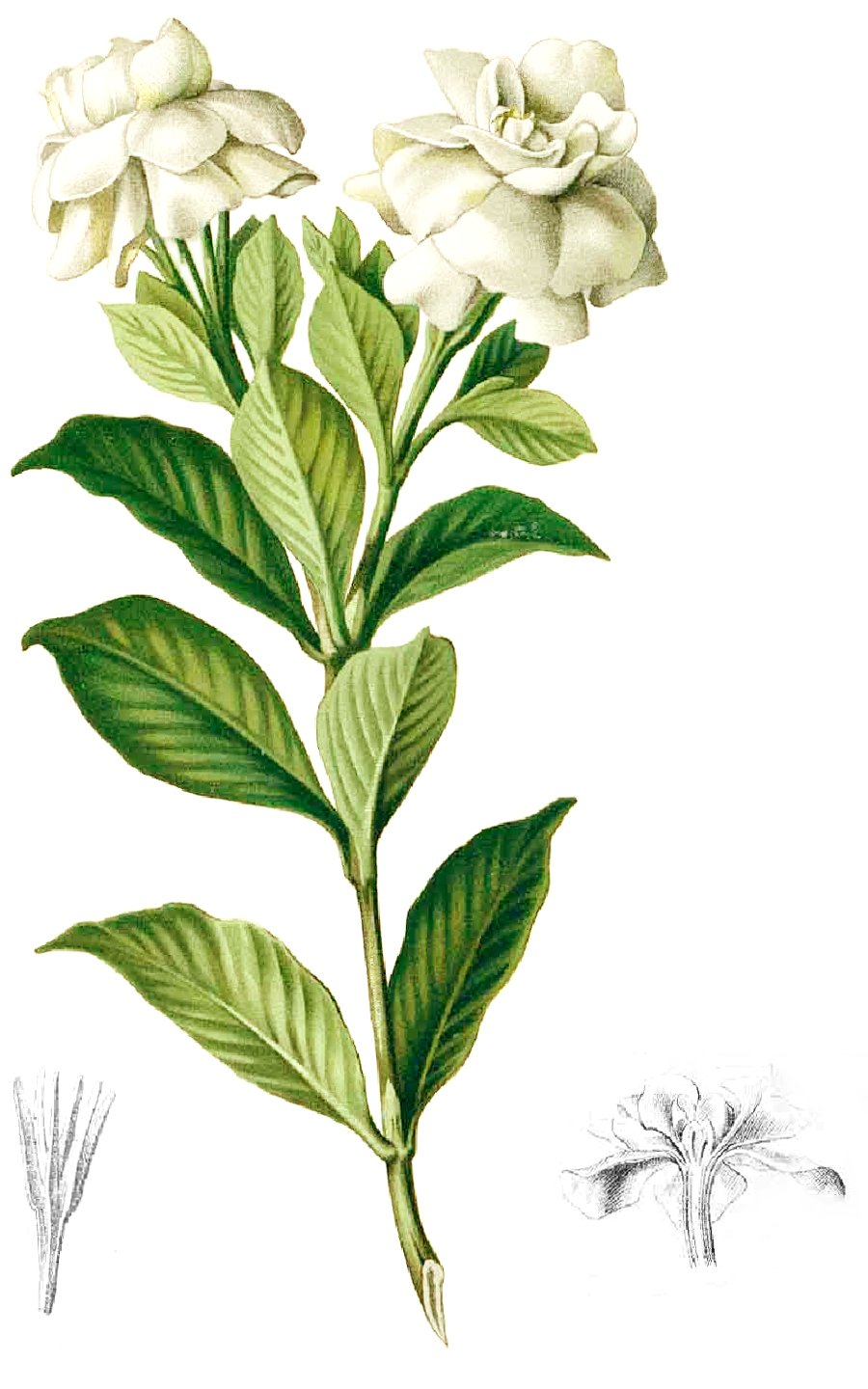
Morfologia

Gardenia jaśminowata (Gardenia jasminoides) – gatunek ozdobnego, niewielkiego, wiecznie zielonego krzewu z rodziny marzanowatych (Rubiaceae). Pochodzi z lasów laurolistnych Chin, Japonii, Wietnamu i Tajwanu. Nazwa rodzajowa upamiętnia Aleksandra Gardena – botanika z Charleston w stanie Karolina (USA), żyjącego w XVIII wieku.

## Morfologia
PokrójW sprzedaży jako niewielki krzew, 30x30 cm, który może osiągnąć 1,2 m wysokości i 1 m szerokości.
LiścieSkórzaste, błyszczące, ciemnozielone, wąskie, ostro zakończone o długości do 10 cm i szerokości do 5 cm.
KwiatyKwitnie od maja do września. Kwiaty woskowe barwy białej, w miarę przekwitania stają się kremowe. Silnie pachną zapachem podobnym do jaśminu. Wielkość kwiatów to około 5–8 cm średnicy. U gatunku kwiaty są pojedyncze, u odmian pełne z kilkoma okółkami płatków.

## Odmiany ozdobne
Istnieje wiele odmian gardenii jaśminowatej
- 'Aimee Yashioka' – bardzo duże kwiaty (10–12 cm) o silnym zapachu i wysoki pokrój (1,5–2 m).
- 'August Beauty' – wysokim pokrój, duże kwiaty, często stosowana jako żywopłot.
- 'Veitchi' – długo kwitnie, nawet przez cały rok, wysokość 1-1,2 m; popularna w uprawie

Gardenia jaśminowata jest rośliną o niewysokiej mrozoodporności (strefa 8-11). Z tego powodu stworzono odmiany bardziej odporne na niskie temperatury (nawet do 0F/-18°C), są to przeważnie odmiany kompaktowe o pojedynczych kwiatach. 
- 'Summer Snow' – uznawana za najbardziej mrozoodporną odmianę gardenii (strefa 6a-10). W przeciwieństwie do większości odmian mrozoopornych posiada pełne kwiaty i duży pokrój (120-150cm). Posiada bardzo duże liście.
- 'Kleim's hardy' – małe gwiazdkowate i pojedyncze kwiaty; niski pokrój (90–120 cm). Strefa mrozoodporności 7b-10
- 'Pinwheel' – odmiana o dużych (do 7 cm) kwiatach w kształcie gwiazdy i zwartym pokroju. Charakteryzuje się bardzo dużą mrozoodpornością do 0F/-18°C

## Zastosowanie
Roślina ozdobna, której walorem jest zapach i wygląd kwiatów oraz liści. Stosowana bywa jako kwiat do butonierki. Do Europy została sprowadzona w roku 1754.

## Uprawa
WymaganiaRoślina trudna w uprawie. Wymaga obfitego podlewania letnią wodą; dużo światła, ale rozproszonego; temperatura optymalna latem to 15–18 °C, zimą 10 °C. Odmiany potrzebują temperatur wyższych. Przy czym konieczna jest wysoka wilgotność powietrza. Gdy przekwitnie, trudno zmusić ją do ponownego zakwitania.
RozmnażaniePrzez sadzonkowanie wierzchołków pędów późną zimą lub wczesną wiosną.

## Szkodniki
Roślina jest atakowana niekiedy przez wełnowce, przędziorki szklarniowce, tarczniki.